# Taskovići
Taskovići (cyr. Тасковићи) – wieś w Serbii, w okręgu niszawskim, w gminie Gadžin Han. W 2011 roku liczyła 316 mieszkańców.